# Gun Hellberg
Gun Karin Kjellin, hade filmroller under flicknamnet Gun Hellberg, född 5 augusti 1938 i S:t Görans församling i Stockholm, död 3 juli 2018 i Stockholms Katarina distrikt, var en svensk skådespelare.
Hellberg var dotter till expeditionsvakten Knut Hellberg och Carin, ogift Nilsson. Hon filmdebuterade 1957. Hon var mellan 1958 och 1973 gift med skådespelaren och regissören Alf Kjellin. Paret fick fem barn. Hon flyttade med maken till USA, men återvände senare ensam till Sverige.
Gun Hellberg är begravd på Norra begravningsplatsen utanför Stockholm.

## Filmografi
- 1957 – Johan på Snippen tar hem spelet
- 1957 – Sjutton år
- 1959 – Törnrosa
- 1959 – Det svänger på slottet